# Boisse
Boisse ist eine französische Gemeinde mit 249 Einwohnern (Stand 1. Januar 2022) im Département Dordogne in der Region Nouvelle-Aquitaine (vor 2016: Aquitanien). Sie gehört zum Bergerac und zum Kanton Sud-Bergeracois.
Der Name in der okzitanischen Sprache lautet Boissa. Er leitet sich vom lateinischen buxus (deutsch Buchsbaum) ab.
Die Einwohner werden Boissiens und Boissiennes genannt.

## Geographie
Boisse liegt ca. 20 km südöstlich von Bergerac in der Region Bergeracois der historischen Provinz Périgord an der südlichen Grenze zum benachbarten Département Lot-et-Garonne.
Umgeben wird Boisse von den Nachbargemeinden:
|           | Montaut                                     | Bardou                          |
| Issigeac  | Kompassrose, die auf Nachbargemeinden zeigt | Saint-Léon-d’Issigeac Faurilles |
| Monmarvès | Cavarc (Lot-et-Garonne)                     | Sainte-Radegonde                |

Boisse liegt im Einzugsgebiet des Flusses Garonne.
Nebenflüsse der Bournègue durchqueren das Gebiet der Gemeinde:
- der Pontet,
- der Noël,
- der Pissarot,
- der Ruisseau de Roumanou und
- die Nette.[4]

## Geschichte
Der Landstrich dürfte seit sehr langer Zeit durchgehend besiedelt worden sein, denn in der Nähe eines Dolmens aus der Urgeschichte ist 1851 ein irdenes Gefäß mit Münzen mit Abbildungen römischer Kaiser gefunden worden. Im Mittelalter war Boisse ein adliger Rückzugsort, der durch seine geografische Lage auf dem Kamm eines Hügels eine gewisse Bedeutung hatte. Im 16. Jahrhundert gehörte die Kastellanei der Familie Escodéca, die über das Dorf bis zum 17. Jahrhundert herrschte. Im darauffolgenden Jahrhundert ging das Lehen an die Familie de la Force über. Der Bau von zwei Windmühlen erlaubte in der Folge, die Wirtschaft zu entwickeln.
Zwischen 1790 und 1794 wurden die Gemeinden Le Petit Boisse und Saint Amand de Boisse in die Gemeinde Boisse eingegliedert.

### Toponymie
Toponyme und Erwähnungen von Boisse waren:
- Maria de Buxia (1286, Collection de l’abbé de Lespine),
- Boyssa (1417),
- Boesse (1750, Karte von Cassini),
- Boisse (1793 und 1801, Notice Communale bzw. Bulletin des Lois)[6][7][5]

### Einwohnerentwicklung
Nach Beginn der Aufzeichnungen stieg die Einwohnerzahl in der ersten Hälfte des 19. Jahrhunderts und erneut in der Mitte des gleichen Jahrhunderts auf Höchststände von rund 720. In der Folgezeit sank die Größe der Gemeinde bei relativ kurzen Erholungsphasen insbesondere nach dem Ersten Weltkrieg bis zu den 1990er Jahren auf rund 200 Einwohner, bevor eine moderate Wachstumsphase einsetzte, die noch heute anhält.
| Jahr      | 1962 | 1968 | 1975 | 1982 | 1990 | 1999 | 2006 | 2010 | 2022 |
| --------- | ---- | ---- | ---- | ---- | ---- | ---- | ---- | ---- | ---- |
| Einwohner | 301  | 266  | 207  | 206  | 196  | 196  | 226  | 244  | 249  |

## Sehenswürdigkeiten

### PfarrkircheSaint-Pierre
Ursprünglich wurde an dieser Stelle im 11. Jahrhundert eine Kapelle errichtet. Sie diente als Sitz der Bruderschaft der Bußprediger aus Saint-Côme-d’Olt. Im 16. Jahrhundert wurde sie zur Pfarrkirche zu Ehren des heiligen Petrus ausgebaut. Ihre Besonderheit ist ihre gewundene Kirchturmspitze.

### Menhir, genanntCaillou von Monjerma
Es handelt sich um einen 2,20 m hohen Steinblock aus Feuerstein, der sich unweit des Zentrums von Boisse befindet.

## Wirtschaft und Infrastruktur
Die Landwirtschaft, hier insbesondere der Weinbau, ist einer der wichtigsten Wirtschaftsfaktoren der Gemeinde.
Boisse liegt in der Zone AOC des Bergerac mit den Appellationen Bergerac und Côtes de Bergerac.
Das Weingut Moulins De Boisse produziert auf einer Fläche von zehn Hektar am Fuß der beiden ehemaligen Windmühlen die Weine der AOC Bergerac und Côtes de Bergerac.

### Sport und Freizeit
- Der Rundweg Boucle de Boisse besitzt eine Länge von 19,1 km bei einem Höhenunterschied von 86 m. Er führt vom Zentrum durch das Gebiet der Gemeinde an den beiden Windmühlen, am Caillou von Monjerma und am Zentrum von Issigeac vorbei.[15]

### Verkehr
Boisse wird durchquert von den Routes départementales 14 und 23, die Boisse mit Issigeac verbinden. Die D14 führt über Sainte-Radegonde in das benachbarte Département Lot-et-Garonne, die D23 führt nach Saint-Léon-d’Issigeac.